# Payam Sadeghian
Payam Sadeghian est un footballeur iranien né le 29 février 1992 à Tabriz. Il évolue au poste d'attaquant avec le Zob Ahan.

## Carrière
- 2009-201. : Zob Ahan ( Iran)